# غرام الأسياد (فلم)
{{صندوق معلومات فيلم
| اسم الفيلم     = غرام الأسياد
| صورة           = ملصق فيلم غرام الأسياد.jpg
| عنوان الصورة   = 
| مخرج           = رمسيس نجيب
| الصنف          = دراما
| كاتب           = يوسف السباعي
| بطولة          = لبنى عبد العزيز
أحمد مظهر
عمر الشريف
| منتج           = الشركة العربية للسينما
(رمسيس نجيب)
| موسيقى         = 
| سينماتوغرافيا  = أحمد خورشيد
| مونتاج         = إميل بحري
| موزع           = دولار فيلم
| تاريخ الصدور   = 13 فبراير 1961
| مدة الفيلم     = 95 دقيقة
| البلد          = {{|مصر|1958}}
| لغة الفيلم     = العربية
| جوائز          = 
| ميزانية        = 
| الإيرادات       = 
| سبقه           = 
| تبعه           = 
| الموقع الرسمي  = 
| رمز دليل الأفلام = 
| الرمز          = 
}}
غرام الأسياد هو فيلم مصري عرض عام 1961، بطولة لبنى عبد العزيز وأحمد مظهر وعمر الشريف، من تأليف يوسف السباعي ومن إخراج رمسيس نجيب.
قصة الفيلم مأخوذة عن فيلم سابرينا المنتج عام 1954.

## قصة الفيلم
شقيقان من الأثرياء يشعر كل منهما بحب نحو ابنة سائس الأسطبل الخاص بهم، ليحاول الابن الأصغر اغتصابها، فتهرب الفتاة من المنزل، تلتقطها مصممة الأزياء وتصبح عارضة أزياء شهيرة عند صديقة الأخ الأكبر، والذي يقابلها صدفة، لتتصاعد الأحداث.

## طاقم التمثيل
- لبنى عبد العزيز: (نور)
- أحمد مظهر: (أحمد مراد)
- عمر الشريف: (عصام مراد)
- شويكار: (لولو)
- دولت أبيض: (شفيقة - شقيقة مراد)
- فؤاد شفيق: (مراد - والد أحمد وعصام)
- عبد العزيز أحمد: (سماحة - والد لولو)
- شفيق نور الدين: (عبد الوارث - والد نور)
- أحمد الحداد: (فضل)
- سميرة حشمت: (سامية - ابنة شفيقة)
- زكي عبد المجيد
- سعد قطب
- علي عرابي

## فريق العمل
- إخراج: رمسيس نجيب
- تأليف: يوسف السباعي
- مدير التصوير: أحمد خورشيد
- مونتاج: إميل بحري
- إنتاج: الشركة العربية للسينما (رمسيس نجيب)
- توزيع: دولار فيلم